# Aleșd
Aleșd (in ungherese Élesd, in tedesco Ellesch) è una città della Romania di 10 746 abitanti, ubicata nel distretto di Bihor, nella regione storica della Transilvania.
Fanno parte del territorio amministrato anche le località di Pădurea Neagră, Peștiș e Tinăud.
I principali monumenti sono la chiesa ortodossa di Tinăud, del XVII secolo, la chiesa ortodossa di Peștiș, costruita interamente in legno nel XVIII secolo, il castello di Piatra Șoimului, a Peștiș, costruzione del XIII secolo.

## Economia
L'attività produttiva più importante della zona è rappresentata dall'industria dei materiali da costruzione, in particolare cemento e laterizi, anche se questa ha subito una grave crisi subito dopo la caduta del regime comunista. L'industria è in fase di ripresa, ma Aleșd intende puntare per il futuro sul turismo, grazie anche alla presenza di sorgenti di acque minerali e termali.